# اس‌اس لاویا
اس‌اس لاویا (به انگلیسی: SS Lavia) یک کشتی بود که طول آن ۵۳۱ فوت (۱۶۱٫۸۵ متر) بود. این کشتی در سال ۱۹۴۷ ساخته شد.